# Ted Osborne (attore)
Ted Oborne, conosciuto anche come Theodore Osborne o Ted Osborn, (Grand Rapids, 21 aprile 1905 – Clearwater, 12 febbraio 1987), è stato un attore statunitense che ha lavorato come caratterista nel cinema dal 1936 al 1940, girando 22 film. Negli anni cinquanta, è passato a lavorare in televisione.

## Filmografia

### Cinema
- Give Me Liberty, regia di B. Reeves Eason - cortometraggio (1936)

- San Quentin, regia di Lloyd Bacon (1937)
- Romance of Louisiana, regia di Crane Wilbur - cortometraggio (1937)
- A Girl with Ideas, regia di Sylvan Simon (1937)
- The Man Without a Country, regia di Crane Wilbur - cortometraggio (1937)
- Sottomarino D1 (Submarine D-1), regia di Lloyd Bacon (1937)
- L'inafferrabile signor Barton (Prescription for Romance), regia di Sylvan Simon (1937)
- Il segreto del giurato (The Jury's Secret), regia di Edward Sloman (1938)
- Midnight Intruder, regia di Arthur Lubin (1938)
- Pattuglia eroica (State Police), regia di John Rawlins (1938)
- The Road to Reno, regia di Sylvan Simon (1938)
- The Declaration of Independence, regia di Crane Wilbur - cortometraggio (1938)
- The Bill of Rights, regia di Crane Wilbur - cortometraggio (1939)
- The Monroe Doctrine, regia di Crane Wilbur - cortometraggio (1939)
- Scacco al patibolo (Buried Alive), regia di Victor Halperin (1939)
- Old Hickory, regia di Lewis Seiler - cortometraggio (1939)
- Brother Rat and a Baby, regia di Ray Enright (1940)
- L'isola del destino (Isle of Destiny), regia di Elmer Clifton (1940)
- Those Were the Days!, regia di Theodore Reed (1940)
- I ribelli dei sette mari (Captain Caution), regia di Richard Wallace (1940)
- Charlie Chan al museo delle cere (Charlie Chan at the Wax Museum), regia di Lynn Shores (1940)
- The Flag of Humanity, regia di Jean Negulesco - cortometraggio (1940)

### Televisione
- The Bigelow Theatre - serie TV, episodi 1x14-2x2 (1951)
- Kraft Television Theatre - serie TV, episodi 7x11 (1953)
- Inner Sanctum - serie TV, episodi 1x7 (1954)
- X Minus One - serie TV, episodi 1x10-1x21-1x24 (1955)
- Deadline - serie TV, episodi 1x3 (1959)